# Liste von Graffiti-Ausstellungen

## 1991
- Narrenhände...? Graffiti, Fotografien von Fritz Peyer. Altonaer Museum in Hamburg (20. Februar bis 5. Mai 1991)[1]
- Cosmix IQ Gallery, Hamburg

## 1992
- Graffiti Digital Cosmix IQ Gallery at Digital, Hamburg

## 1995
- Graffity München, Pasinger Fabrik, München

## 1996
- DAIM, Solo exhibition at P-Art Gallery, Darmstadt
- DAIM, Solo exhibition at Magazin, Hamburg
- A Tribute to Style, Kallmann-Museum, München
- Elb-Art ’96 Cult, Hamburg

## 1997
- Aufstand der Zeichen, Kunstverein Augsburg in der Toskanischen Säulenhalle, Augsburg
- Galerie Krautsalat, Frankfurt (Main)
- A Tribute to Graffiti, Gotischer Stadl, Landshut

## 1998
- Galerie ITA, Luzern / Schweiz
- Vincent Louis Galleries, New York / USA

## 1999
- 1st Vienna Writers Symposium, Museum Moderner Kunst / Palais Liechtenstein, Wien, Österreich
- Spray Out the 90’s, Pacifico Fine Art, New York / USA
- Crazy Colors, KFZ, Marburg
- Graffiti-Art, Kunsthof Gut Dargast / Rügen
- Sensi Soldier, Phonodrome, Hamburg
- Graffiti 2000, Rote Fabrik, Zurich / Schweiz

## 2000
- Graffiti-Art ausstellung Hamburg, Phonodrome, Hamburg
- World Spray, Mailand / Italien
- Graffiti 2000 / 2, Rote Fabrik, Zurich / Schweiz
- Urban Discipline 2000, Hamburg
- "Recontres Hip-Hop", Niort / Frankreich
- Z 2000 – Positionen junger Kunst und Kultur, Akademie der Künste, Berlin
- Kunst! Vor der Haustür, Kunstwoche Hachenburg, Westerwald
- Rockin da North 2000, Kiasma Museum of Contemporary Art / The Finish National Gallery, Helsinki / Finnland
- getting-up, Schweriner Schloss, Schwerin

## 2001
- World Spray, Milan / Italien
- Graffiti 2000 / 3, Rote Fabrik, Zurich / Schweiz
- Urban Discipline 2001, Postsortierhalle Stephansplatz, Hamburg
- Graffiti Art Oggi, Art Contemporanea Hirmer, Castello di Meleto, Chianti / Italien
- Contents under pressure, Aotea Gallery, Auckland / Neuseeland
- Rockin da North 2001, Kiasma Museum of Contemporary Art / The Finish National Gallery, Helsinki / Finnland
- Gamble Can, Best Western, Gera
- Graphicalogistics, Perth / Australien
- Graphicalogistics, Blue Room, Sydney / Australien

## 2002
- getting-up, FREIRAUM, Museum für Kunst und Gewerbe, Hamburg
- global graffiti-ART Gallery Anne Moerchen, Hamburg
- canvars, Horizont der Documenta, Kassel
- le graffiti dans tous ses états Taxie Gallery, Paris / Frankreich
- Urban Discipline 2002 Bavaria St. Pauli Brauerei, Hamburg
- beside the wall, Halle_02, Heidelberg
- Gamblecan, Kunstverein Gera, Gera
- Nacht der Jugend, Bremer Rathaus, Bremen

## 2003
- von der Wand genommen, Elbchaussee Acht Gallery, Hamburg
- still crazy, Worldatelier Gallery at the Klingspor-Museum, Offenbach am Main
- Battle Arts, NAC, Portland /  Oregon / USA
- Abstrakte Letters, Crewest Gallery, Los Angeles / USA
- Global Aerosol Dominion, Liminal Gallery, Oakland / USA
- East meets West, Start Soma Gallery, San Francisco / USA
- Art Show, Start Soma Gallery, San Francisco / USA
- Wilde Wände, E-Werk, Erlangen
- DASELO, Municipal Gallery, Montpellier / Frankreich
- Weiß, Atrium, Hamburg
- City Kingz, Showroom, Gent / Belgien
- Young primitives Groninge Museum, Brugge / Belgien
- Kunst Schlacht Worldatelier Gallery, Offenbach
- Exhibit A Them-Art, Art Gallery of Ontario, Ontario / Kanada
- City Kingz Fish & Chips, Antwerpen / Belgien
- Tribus Urbaine Kube-X, Brussels / Belgien
- Daim&Seak, Defiance Gallery, Chicago / USA
- Construction Urbaines, Taxie Gallery, Paris / Frankreich
- Pressure, Sydney / Australien
- Backjumps - The Live Issue #1, Kunstraum Bethanien, Berlin
- Surerism Now!- Superblast, halle02, Heidelberg

## 2004
- Gezeichnet Graffiti, Kunsthalle Darmstadt, Darmstadt
- Off The Wall, Kulturfabrik, Krefeld
- Insolvenza, Keilbach, Offenburg
- StreetmeetsArt, Rhein-Main-Area, Mainz

## 2005
- SMELL OF PAINT IN THE AIR, Westwendischer Kunstverein Gartow vom 4. September bis 2. Oktober
- smell of paint in the air, Kampnagel, Hamburg
- Krazy Bout Style, KBS crew, Düren, Komm Zentrum, 10. September bis 14. Oktober
- Straight Concepts, DARE und ECB im Atelier8 / Am Kesselhaus / Weil am Rhein
- Backjumps - The Live Issue #2, Kunstraum Bethanien, Berlin  20. September bis 16. Oktober

## 2007
- Walls – L’arte al Muro, Fondazione Bevilacqua La Masa, Venedig, Italien.
- Wakin Up Nights, de Pury & Luxembourg, Zürich, Schweiz.
- Still on and non the wiser, Von der Heydt-Museum, Kunsthalle Barmen, Wuppertal.[2]

## 2008
- fresh air smells funny, Kunsthalle Dominikanerkirche, Osnabrück.[3][4]

## 2009
- Urban-Art – Werke aus der Sammlung Reinking , Weserburg Museum für moderne Kunst, Bremen.[5][6]

## 2010
- DAIM – coming out, Galerie MaxWeberSixFriedrich, München.[7]

## 2011
- Street Art – meanwhile in deepest east anglia, thunderbirds were go…, Von der Heydt-Museum, Kunsthalle Barmen, Wuppertal.[8][9]

## 2012
- Streetart 1978–2012 (eine Zeitreise), Fotos von Klaus Paiers Wandgemälden und Werke des Graffitikünstlers Lake13, Herzogenrath, Nell-Breuning-Haus, 1. März bis 31. Mai 2012
- Alles geritzt. Antike Graffiti im Wohn- und Strassenraum, Abguss-Sammlung Antiker Plastik Berlin, 3. Mai bis 17. Juni 2012
- Silence is a Lie - Urban Art Exhibition im Berliner SEZ, 28. Juni bis 30. September 2012
- Graffiti - Scratch The Surface Arbeiten der Künstler Senkone und Asket, Limburg an der Lahn, Kreml Kulturhaus in Hahnstätten /  Zollhaus, 13. Oktober bis 27. November 2012
- Corner to Corner – Hinz&Kunzt StrassenKunztEdition, Kupferdiebe Galerie, Hamburg.[10]

## 2013
- Abstraction 21 | DAIM&LOKISS, Galerie Hélène Bailly, Paris, Frankreich.[11]
- HANSEstreetartWORKS, MARTa Herford Museum, Herford.[12]

## 2015
- BundeskunstHall of Fame, die (für die Dauer der Ausstellung) "größte Indoor-Hall-of-Fame Deutschlands", kuratiert von Allan Gretzki und Robert Kaltenhäuser, Bundeskunsthalle in Bonn, Deutschland[13]